# Антон Муссерт
Антон Адріаан Муссерт (нід. Anton Adriaan Mussert; 11 травня 1894, Веркендам — 7 травня 1946, Гаага) — нідерландський політик, співзасновник Націонал-соціалістичного руху в Нідерландах у 1931 році, керівник цієї партії до її заборони в 1945 році. Найвизначніший нідерландський фашистський діяч до і під час Другої світової війни. Попри його колабораціонізм із нацистами під час німецької окупації Нідерландів майже не мав фактичної влади і був наділений тільки почесним титулом «вождь нідерландського народу» (нід. Leider van het Nederlandsche Volk) з 1942 року. У травні 1945 року, коли війна в Європі закінчилася, його схопили і заарештували війська союзників. Звинувачений і засуджений як державний зрадник. Страчений у 1946 році.

## Життєпис
Народився 1894 року в нідерландському містечку Веркендам, що у північній частині провінції Північний Брабант. Із раннього дитинства виявляв хист до технічної галузі, а після закінчення школи обрав навчання за напрямом «цивільне будівництво» у Делфтському технологічному університеті. 1917 року попри спротив матері одружився зі своєю тіткою, материною сестрою Марією Вітлам. У 1920-х роках був активістом у кількох ультраправих організаціях, таких як Dietsche Bond, яка виступала за Великі Нідерланди включно з Фландрією (голландськомовна Бельгія).

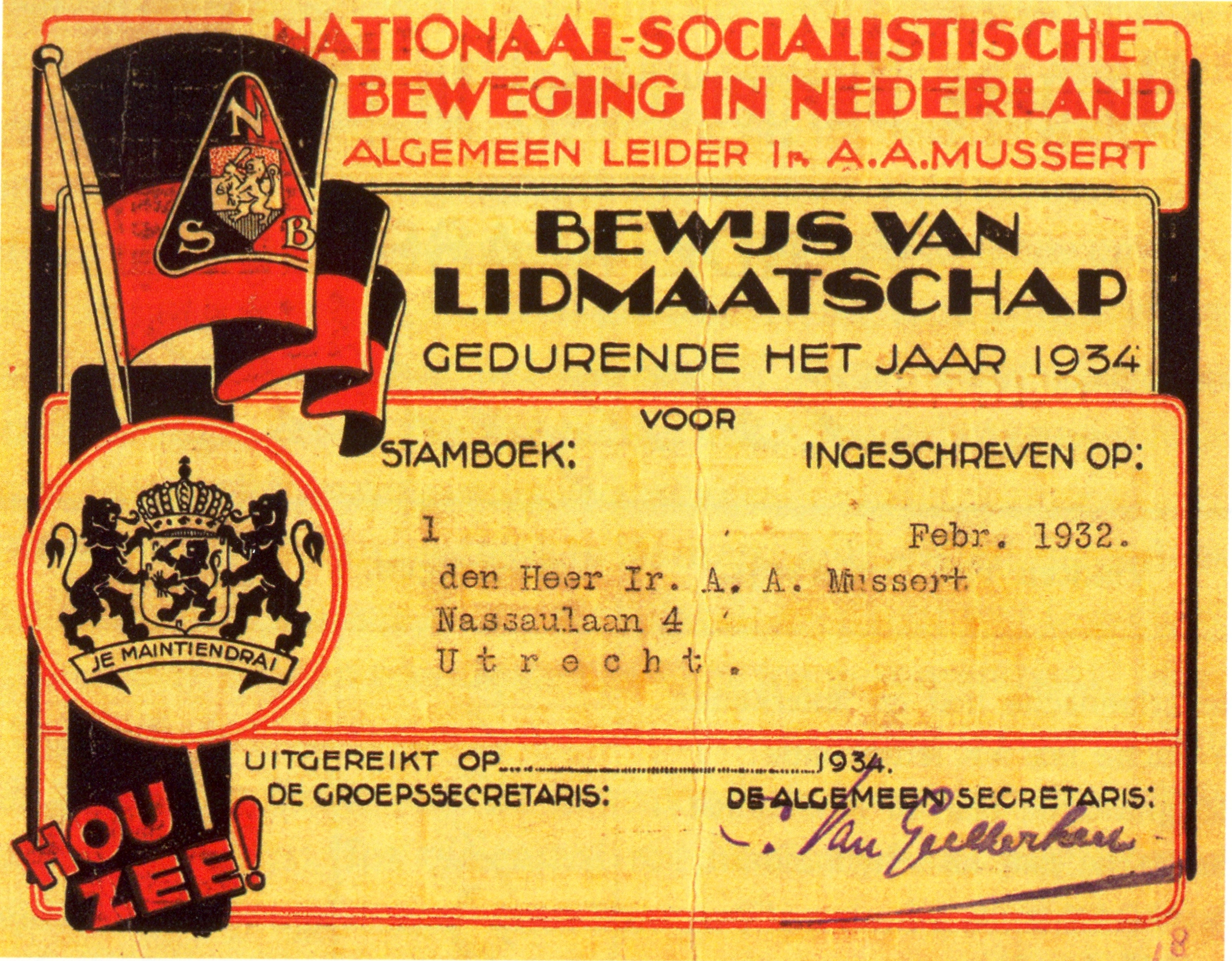
Членський квиток Муссерта з NSB

14 грудня 1931 року він, Корнеліс ван Гелкеркен та ще десять осіб заснували Націонал-соціалістичний рух у Нідерландах (NSB) — нідерландський відповідник Націонал-соціалістичної німецької робітничої партії. У перші роки діяльності руху хвалився, що до його складу входило кілька сотень євреїв, доки аналогічна німецька партія не нав'язала більш антисемітський курс.
Демонстрація NSB 1933 року в Утрехті налічувала тільки 600 прихильників. Через рік рух зібрав в Амстердамі 25 000 демонстрантів. На парламентських виборах 1935 р. NSB набрав 300 000 голосів — майже 8 % загальної чисельності виборців. На виборах 1937 р. проголосувало трохи більше, ніж половина тієї кількості. Після цього Муссерт спрямував свою роботу на перешкоджання опору німецькому вторгненню.

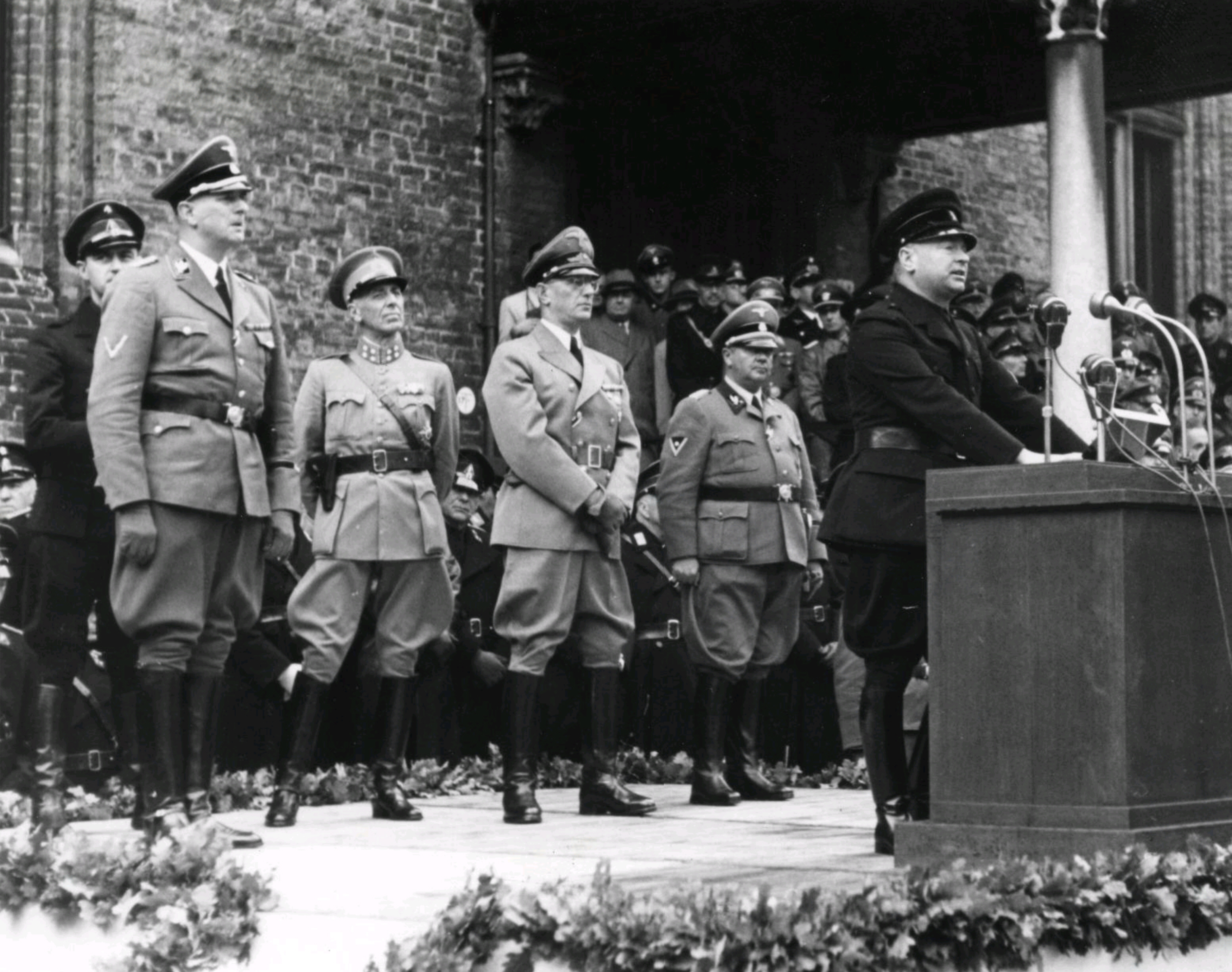
Муссерт виголошує промову перед добровольцями NSB у Гаазі, жовтень 1941 р. Ззаду стоять райхскомісар Артур Зейсс-Інкварт, генерал Гендрік Сейффардт і обергрупенфюрер СС Ганс Раутер.

Уряд Нідерландів оголосив у квітні 1940 року облоговий стан після того, як іноземний кореспондент газети The New York Times Володимир Поляков повідомив, що послідовники Муссерта готуються в рамках перевороту викрасти королеву Вільгельміну.
10 травня німецькі війська вдерлися в Нідерланди і Муссерту дозволили розігнати всі політичні партії, відмінні від його руху.
Попри очікування Муссерта його не призначили прем'єр-міністром окупованої країни. Натомість призначили райхскомісаром австрійського нациста Артура Зейсс-Інкварта, а Муссерта Берлін поставив контролювати його непоступливих співвітчизників. На це Муссерт відповів спільною з гестапо роботою над припиненням опору німецькій окупації. 21 червня 1940 року він дав згоду, щоб члени його руху проходили вишкіл у 5-ій танковій дивізії СС «Вікінг». 11 вересня Муссерт доручив Генку Фельдмеєру організувати «нідерландські СС» (нід. Nederlandsche SS) як підрозділ NSB. 1941 року він створив добровольчий легіон СС «Нідерланди», який у німецьких одностроях брав участь у війні проти Радянського Союзу. Незважаючи на це, тисячі нідерландських громадян були заарештовані.
У лютому 1941 року Муссерт погодився на формування 23-ї добровольчої танково-гренадерської дивізії СС «Нідерланди», яка проходила навчання в Гамбурзі, та вів нагляд за цим процесом. У листопаді 1941 року підрозділ було направлено на Східний фронт під Ленінград під загальне командування групи армій «Північ». Воюючи поряд зі своїми німецькими союзниками, дивізія себе виправдала, але зазнала великих втрат.
8 грудня 1941 року незалежна нідерландська адміністрація Голландської Ост-Індії оголосила війну союзниці нацистської Німеччини Японії. Після японського вторгнення й окупації та подальшого інтернування 100 000 нідерландських цивільних і 50 000 військовослужбовців Муссерт попросив зустрічі з Гітлером. 13 грудня 1942 року Гітлер оголосив Муссерта «вождем нідерландського народу».
Втративши контроль над нідерландськими СС і військовими частинами, які служили у складі вермахту своїм нацистським господарям, Муссерт мав останню зустріч із Гітлером у травні 1943 року, де йому сказали, що він ніколи не матиме політичної влади. Після безуспішної операції «Маркет-Гарден» у вересні 1944, яка включала і страйк нідерландських залізничників, німецькі органи влади заборонили перевезення залізничним транспортом продуктів харчування, що призвело до голодної зими 1944/45 рр., під час якої загинуло 18 000 осіб. Протягом усієї цієї кризи Муссерт мовчав, боячись втратити ту дещицю влади, яка в нього ще залишалась.
На кінець війни загинули 205 901 голландець. У Нідерландах був найвищий рівень смертності на душу населення серед усіх окупованих Німеччиною країн Західної Європи — 2,36 %. Ще 30 000 загинули в Голландській Ост-Індії: або у боях із японцями, або в таборах як японські військовополонені. У цих таборах також утримували нідерландських цивільних.

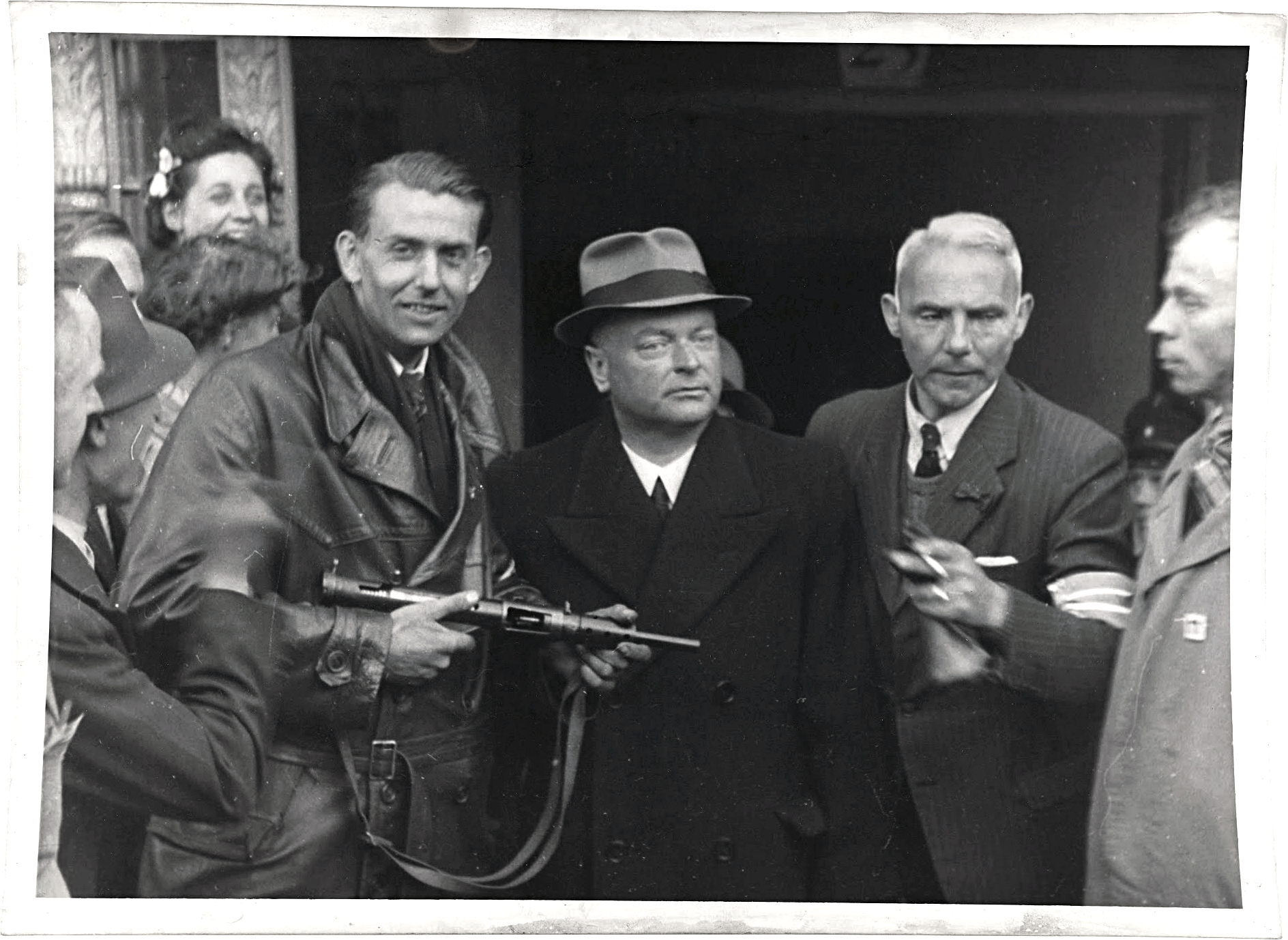
Затриманого Антона Муссерта виводять із його офісу в Гаазі, 7 травня 1945 р.

Після капітуляції Німеччини Муссерта 7 травня 1945 року заарештували в осідку Націонал-соціалістичного руху в Гаазі. 28 листопада після дводенного судового розгляду його звинуватили в державній зраді, а 12 грудня засудили на смертну кару. Він звернувся з проханням про помилування до королеви Вільгельміни. Та відмовила. 7 травня 1946 року, рівно через рік після арешту і за чотири дні до свого 52-го дня народження, Муссерта стратила розстрільна команда в місцевості Ваальсдорпервлакте біля Гааги, де раніше нацистський режим знищив сотні громадян Нідерландів.